# Галли да Бибьена, Фердинандо
Фердинандо Галли да Бибьена, или Биббиена (итал. Ferdinando Galli da Bibbiena; 18 августа 1657, Болонья — 3 января 1743, Болонья) — итальянский архитектор и декоратор, рисовальщик, живописец и гравёр. Представитель большой семьи театральных декораторов, рисовальщиков-орнаменталистов. Семья Галли насчитывает десять художников четырёх поколений. В 1776—1778 годах Фердинандо Бибьена работал в Санкт-Петербурге.

## Биография
Фердинандо Галли да Бибьена родился 18 августа 1657 года в Болонье. Сын и ученик Джованни Мария Галли да Бибьена. Фердинандо начинал работать как архитектор и театральный инженер. Живописи учился у Карло Чиньяни и в мастерской Джулио Тройли, живописца, работавшего в жанре квадратуры и опубликовавшего работу, озаглавленную «Paradossi della Prospettiva» («Парадоксы перспективы»), и с тех пор получившего прозвание «il Paradosso» («Парадокс»).
По рекомендации Чиньяни Фердинандо Бибьена поступил на службу к герцогу Пармскому, а также работал на герцогов Фарнезе в Пьяченце в течение тридцати лет. Его главной работой в то время был сад и дворец герцога Рануччо Фарнезе в Колорно близ Пармы (Эмилия-Романья), но он также заслужил репутацию своими сценическими проектами и начал работать для театра.

 «Фердинандо был наиболее выдающимся представителем этого большого семейства художников. Он начал работать как архитектор, театральный инженер и живописец… Он продемонстрировал великолепное владение линейной перспективой и заложил основу того своеобразного архитектурно-декоративного стиля на сцене, которому остались верны и последующие поколения Бибиена и которые воспринимается как единое творческое явление, охватывающее почти целое столетие. Кроме того, Фердинандо произвёл коренной переворот в организации сценического пространства. Используя декорации, написанные на холсте, легко комбинируя их при помощи механизмов, он значительно увеличил игровую площадку, сделав декорацию активным элементом театрального действия… Сохранив центральную перспективную ось и боковые перспективы, Фердинандо отнёс их в глубь сцены»
В 1708 году Бибьена была вызван в Барселону, для оформления празднества в связи со свадебными торжествами будущего императора Священной Римской империи Карла VI. Когда Карл стал императором, Бибьена отправился в Вену, где создавал декорации придворных праздников и оперных спектаклей. Бибьена участвовал в конкурсе на лучший проект Карлскирхе в Вене, но уступил первенство И. Б. Фишеру фон Эрлаху Старшему. Фердинандо вернулся в Болонью в 1716 году. В 1717 году был избран членом Академии Клементина в Болонье.
В 1731 году Бибьена построил королевский театр в Мантуе. Театр был уничтожен пожаром в 1781 году (в то время для освещения сцены и деревянных декораций использовали открытый огонь).
Фердинандо Галли да Бибьена является автором нескольких научных трудов, среди которых «Гражданская архитектура, подготовленная по геометрии и сведенная к перспективе» (L’Architettura civile, preparata su la geometria e ridotta alla prospettiva, 1711) и «Различные произведения перспективы» (Varie opere di prospettiva, 1703—1708). Из-за болезни глаз он был вынужден отойти от дел. Фердинандо Бибьена скончался в возрасте 86 лет 3 января 1743 года.
Сыновья Фердинадо (внуки Джованни Мариа) продолжали работу отца в Вене после того, как тот вернулся в Болонью: Алессандро (1686—1748), Джузеппе (1696—1757) и Антонио (1697—1774).

## Творчество
В конце XVII—XVIII веках в Италии работы для архитекторов было мало. В стране, ослабленной постоянными междоусобными войнами и грабежами, уже не возводили грандиозных ансамблей, храмов и дворцов. Многие строители, например тессинцы, уезжали в поисках заказов в другие страны. Иные, как выдающийся мастер Джованни Батиста Пиранези, «уходили» в графику. Однако для Италии, а затем и для других стран Центральной Европы, XVII—XVIII века — это эпоха расцвета музыкального придворного театра. Задолго до появления сценографии (которая сложилась как отдельный вид искусства только к началу XX века) возникла потребность в зрелищных декорациях, для которых необходимо было совмещать навыки архитектора, рисовальщика-перспективиста и инженера.
Эстетика и художественные принципы стиля барокко способствовали такому искусству. Главной целью стало создания иллюзии «настоящей», но совершенно фантастической: динамичной, экзотической и даже небывалой архитектуры на сцене. Такой «il Paradosso» художники создавали на основе классической квадратуры, но с применением изощрённых перспективных эффектов архитектурных ведут и trompe-l'œil — «обмана зрения».
Произведения всех членов семьи Бибьена мало различимы и представляют собой единый маньеристически-барочный стиль. Однако именно Фердинандо произвёл переворот в театрально-декорационном искусстве. Будучи умелым инженером и хорошим живописцем, Фердинандо использовал картины, написанные на холсте, варьируя их расположение с помощью механизмов в зависимости от действия спектакля. Если ранее, например в Театре Олимпико в Виченце Андреа Палладио декорации оставались постоянным фоном не только в течение действия, но и не менялись для разных спектаклей, то теперь они стали динамичными. С помощью математических расчётов, изложенных им в трактате «Гражданская архитектура», Фердинандо Бибьена намечал перспективные точки схода для боковых фасадов иллюзорной архитектуры таким образом, что с любого места зрительного зала такая архитектура казалась настоящей.
Франческо Бибьена, брат Фердинандо, менее известен. Но он много работал в качестве архитектора в Парме, Риме, Мантуе, Неаполе, Генуе и других городах Италии. В Вене Франческо построил большой оперный театр, а затем такой же театр в Нанси (Франция).
Театральные здания возводили сыновья Фердинадо: Джузеппе и Антонио. Именно Джузеппе создал придворный камерный театр в Байройте (он сохранился). Его сын Карло (1728—1787) короткое время (1776—1778) работал в Санкт-Петербурге.
Последователями Бибьена был прославленные художники-перспективисты, работавшие в Санкт-Петербурге, в том числе Джузеппе Валериани, преподававший в Императорской Академии художеств, Пьетро Градицци, Антонио Перезинотти, а также самый выдающийся мастер Пьетро ди Готтардо Гонзага.

## Рисунки Бибьена в собрании Эрмитажа в Санкт-Петербурге
Значительная часть графических произведений семьи Бибьена находилась с середины XVIII века в Кабинете рисунков Императорского Эрмитажа. В 1835 году по предписанию Придворной конторы сорок шесть рисунков Бибьена были исключены из собрания Эрмитажа и в дальнейшем оказались в библиотеке Центрального Училища технического рисования барона А. Л. Штиглица. В 1923—1927 годах они, за исключением трёх, как и многие другие особо ценные экспонаты, для надёжности хранения (Училище предполагалось реформировать) были переданы в Эрмитаж. Многие графические листы художников-декораторов и орнаменталистов (по профилю подготовки в Училище технического рисования) для музея и библиотеки Училища специально приобретал на европейских аукционах, в частности из знаменитого собрания семьи Берделе, А. А. Половцов.

## Галерея

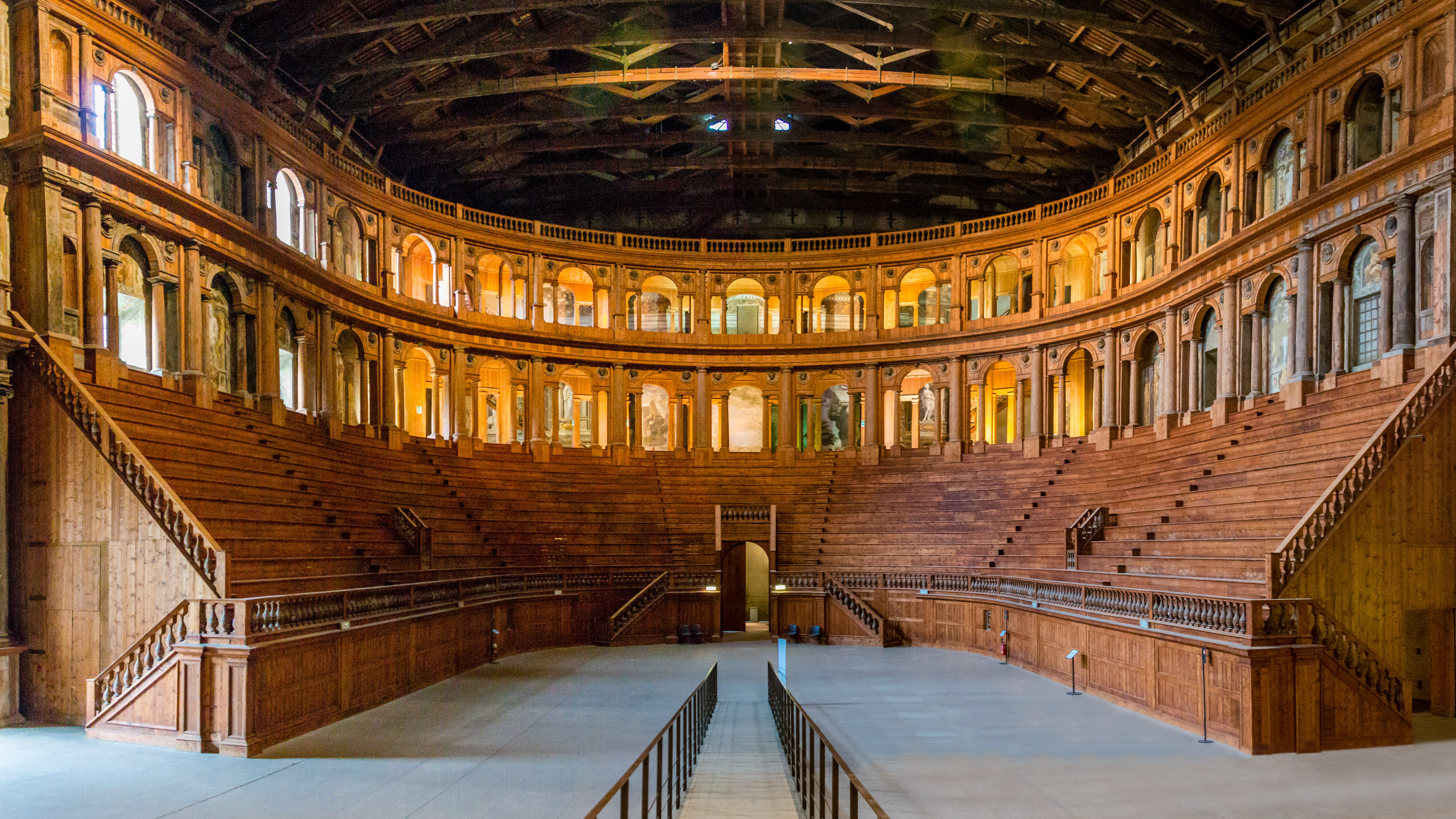
Театр Фарнезе в Парме. Интерьер
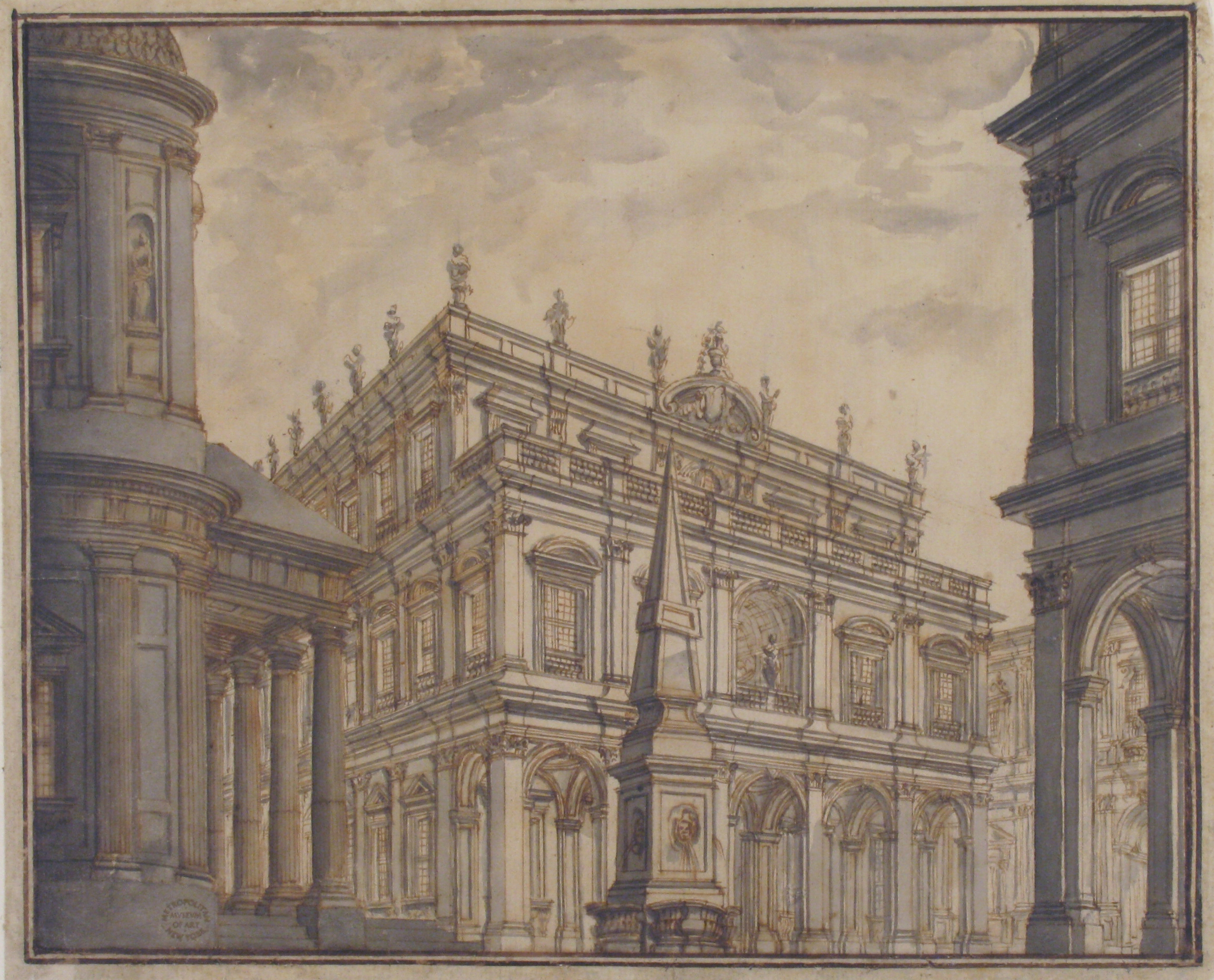
Проект сцены «Городская площадь с фонтаном». Между 1657 и 1743. Бумага, перо, кисть, тушь, сепия. Метрополитен-музей, Нью-Йорк
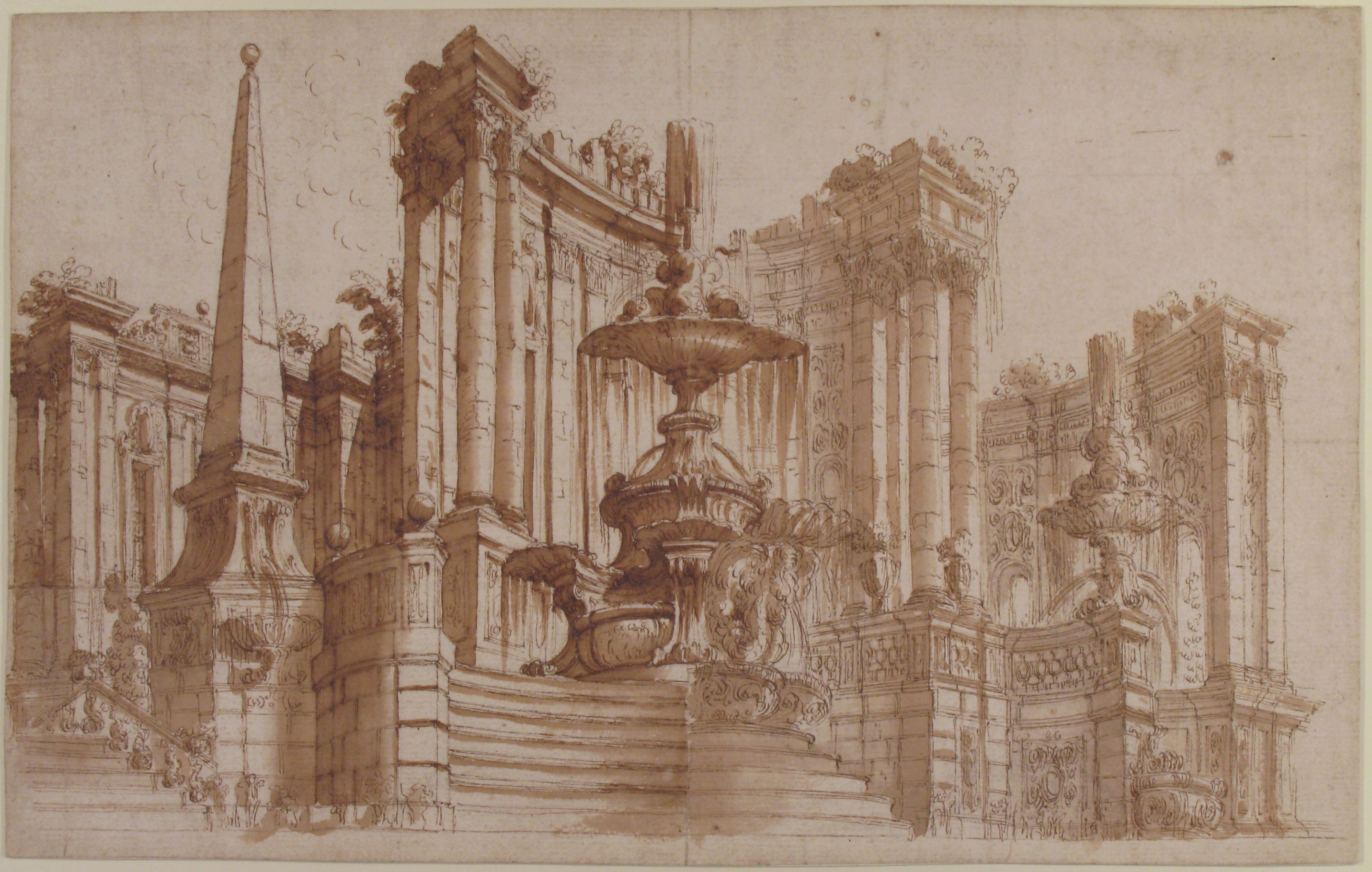
Проект сцены «Полуциркульные архитектурные руины, фонтаны и обелиск». Между 1657 и 1743. Бумага, перо, кисть, сепия. Метрополитен-музей, Нью-Йорк
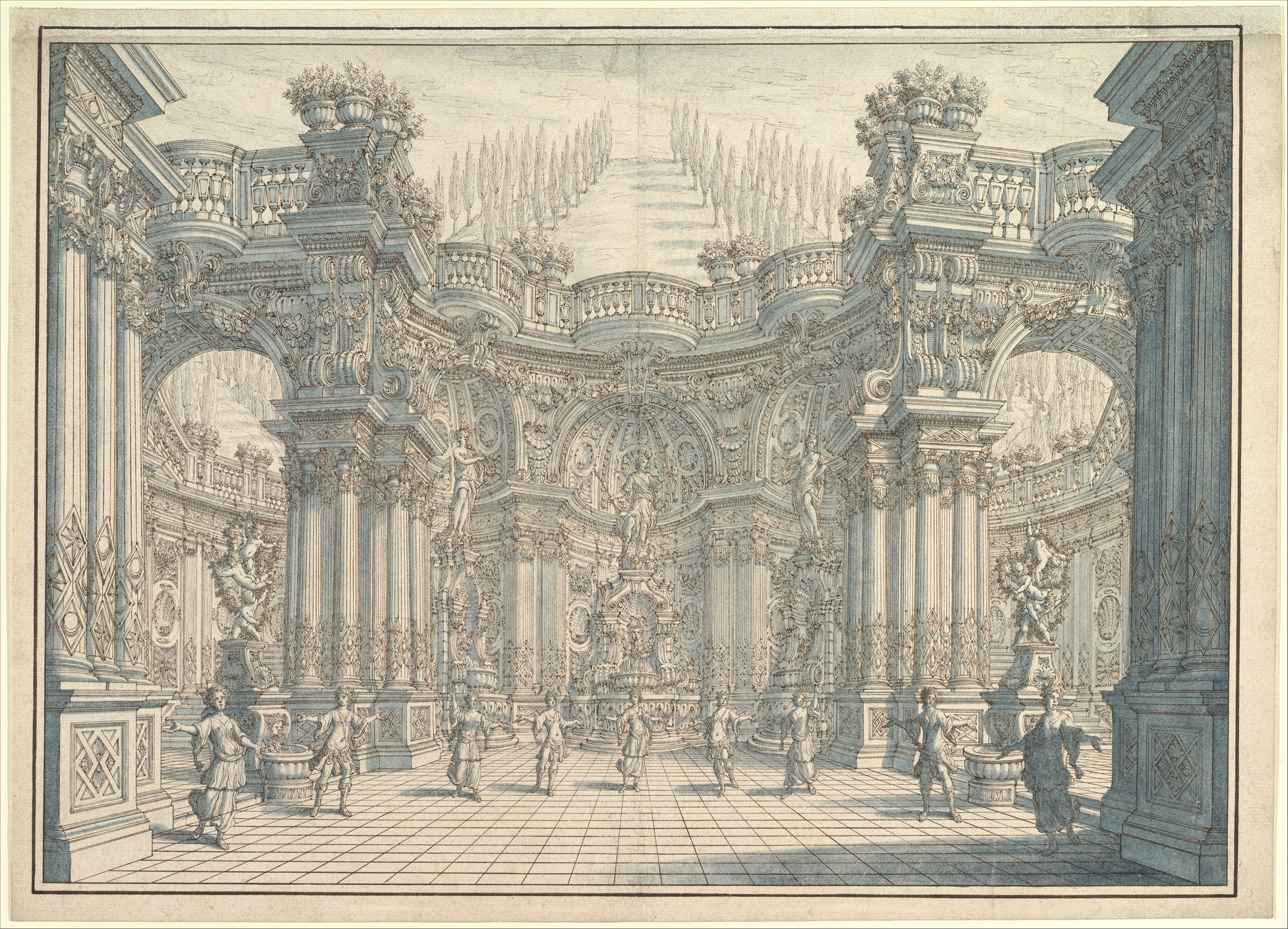
Сцена с балетом. Между 1657 и 1743. Бумага, перо, кисть, тушь. Метрополитен-музей, Нью-Йорк
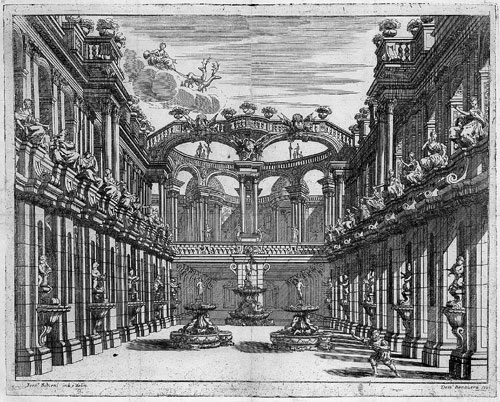
Декорация «Фонтанный двор». Офорт
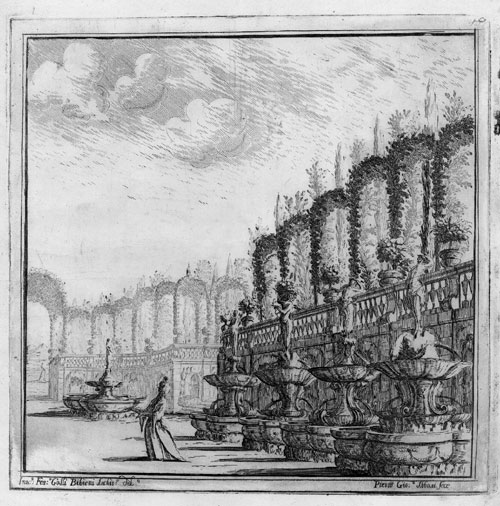
П. Дж. Абацци по рисунку Ф. Г. Бибьены. Титульный лист книги о садах. Офорт
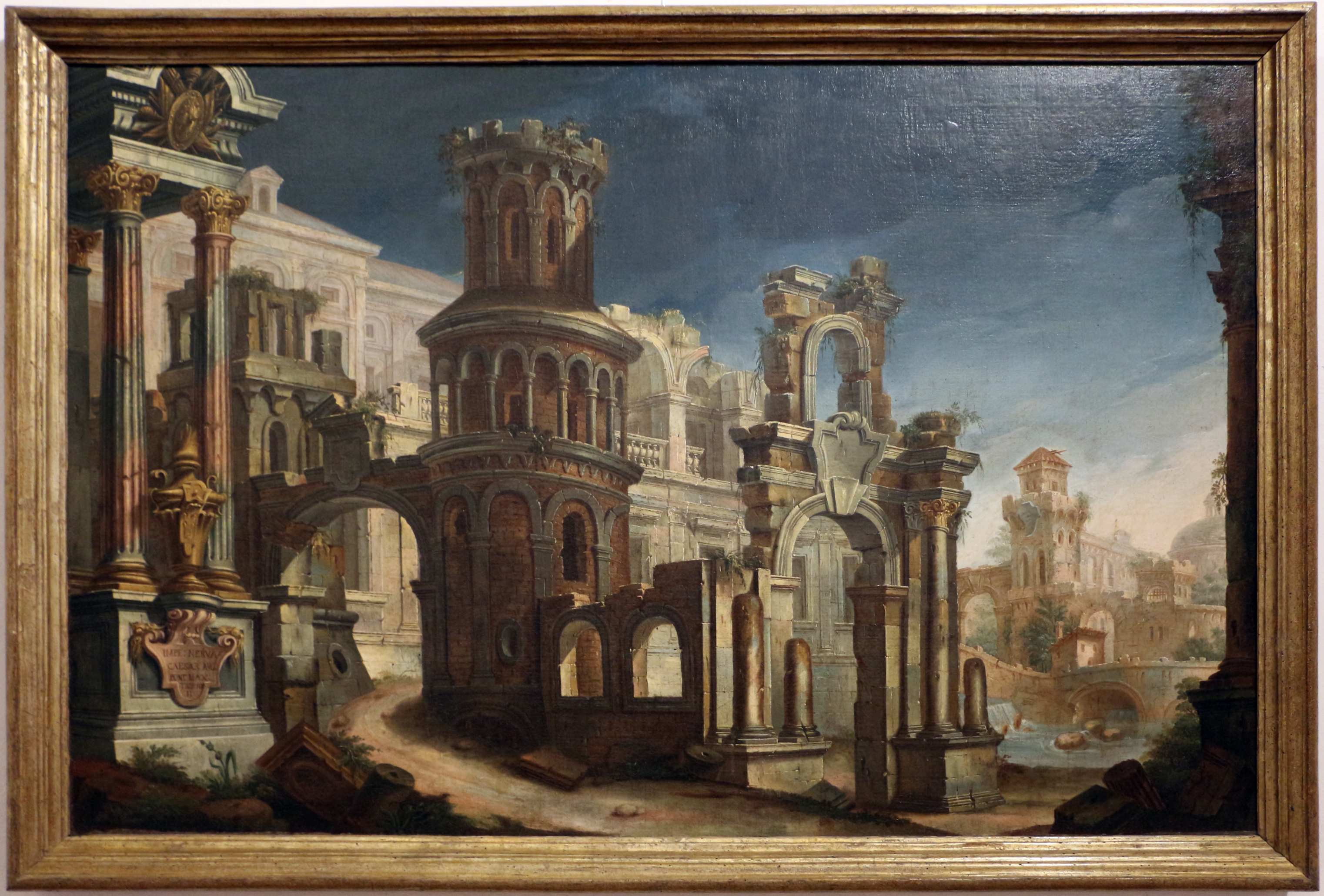
Архитектоническая перспектива. Ок. 1710. Дерево (?), масло. Палаццо Дукале, Губбио
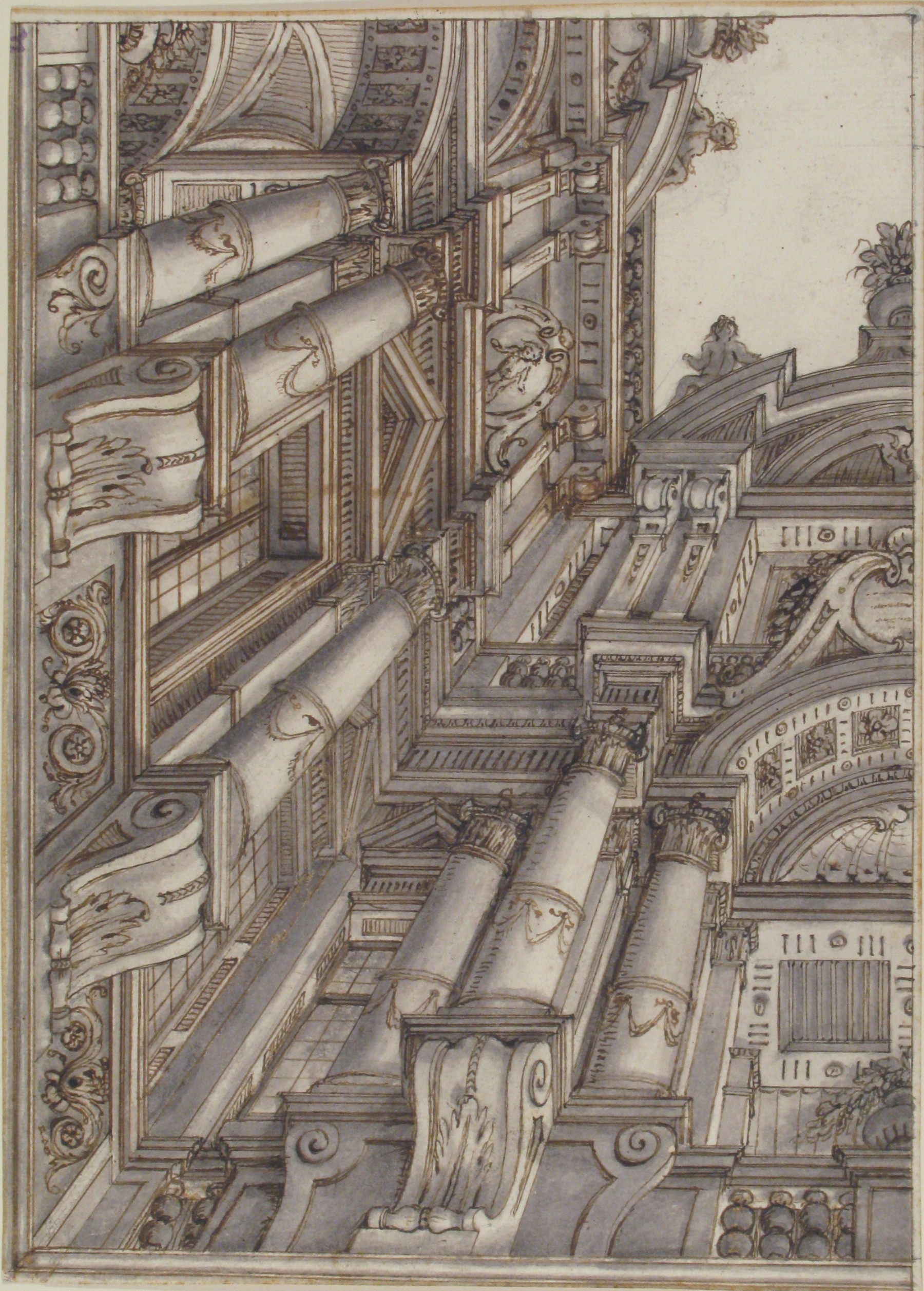
Вид тромплёй-архитектуры, окружающей двор. Между 1657 и 1743. Бумага, перо, кисть, тушь, сепия. Метрополитен-музей, Нью-Йорк